# (29132) Bradpitt
(29132) Bradpitt (1987 BP1 (désignation provisoire principale) = 1987 BD2 = 1998 XT80) est un astéroïde de la ceinture principale découvert le 22 janvier 1987 par l'astronome belge Eric Walter Elst à l'observatoire européen austral.
L'astéroïde est nommé le 2 juin 2015 par la circulaire no 94386 du Centre des planètes mineures d'après l'acteur Brad Pitt ; la citation de nommage est la suivante :
« William Bradley Pitt (b. 1963), an American screen actor, has received a Golden Globe Award and many other awards for his acting talent. Best known for his role as Achilles in the 2004 movie Troy, he is a generous supporter of several humanitarian organizations. »
c'est-à-dire en français :

« William Bradley Pitt (né en 1963), acteur américain, a reçu un Golden Globe Award et de nombreux autres prix pour son talent d'acteur. Principalement connu pour son rôle d'Achille dans le film Troie de 2004, il est un généreux soutien de plusieurs organisations humanitaires. »